# Garisendi

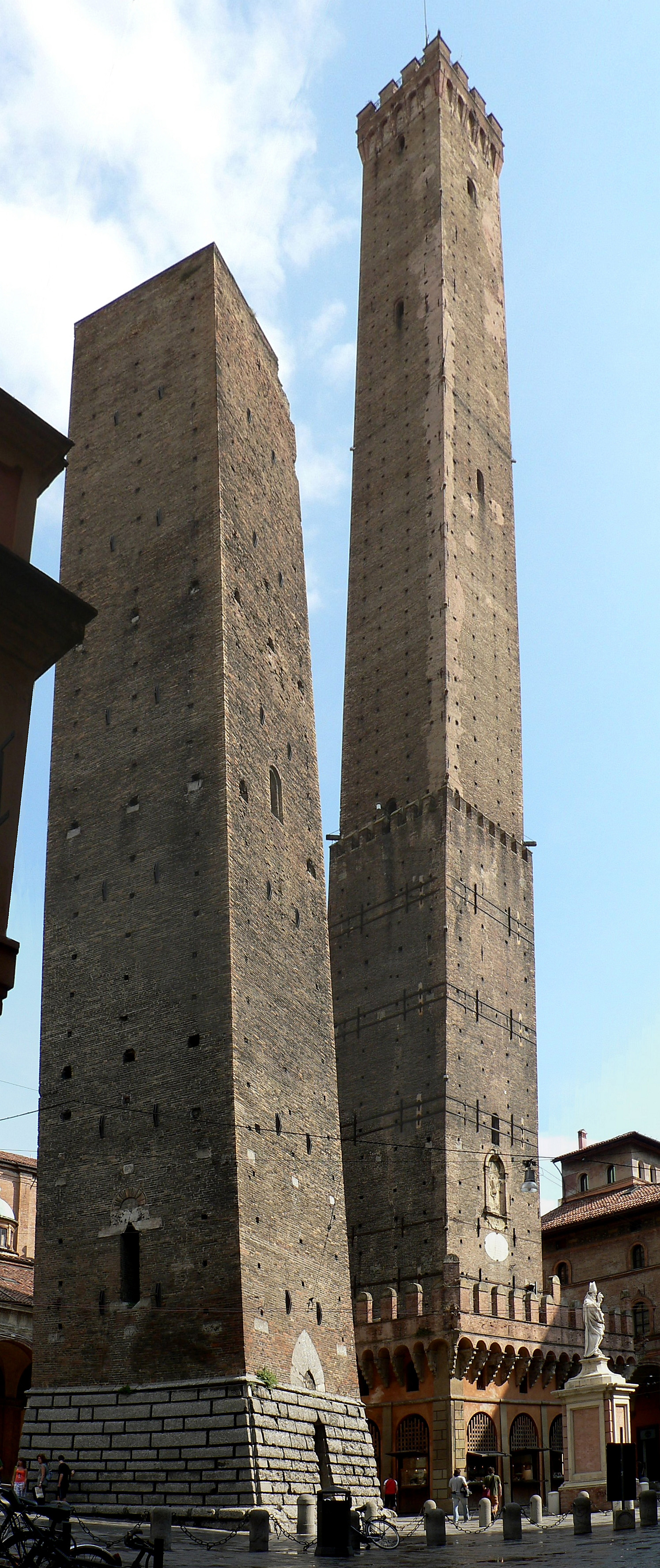
Bologna, torre Garisenda (a sinistra)

I Garisendi erano una famiglia nobile bolognese che in epoca medievale prese parte più volte al governo del comune occupando vari ruoli. La loro importanza crebbe soprattutto nel corso del XIII secolo quando nell'ambito delle faide cittadine che riguardarono il comune di Bologna si schierarono dalla parte Guelfa con i Geremei.

## Storia
Le origini della famiglia vengono ricondotte ad un "Garsendo" vissuto a Bologna nella prima metà dell'XI secolo. Attestazioni più certe dell'esistenza della famiglia risalgono alla prima metà del 1100 quando il cognome Garisendi compare in alcuni documenti giuridici riguardanti il monastero di Santo Stefano in Bologna nei quali si evidenzia la presenza di tal Pietro Garisendi che spesso è citato come testimone di stipule oppure in relazione all'abate Paolo dello stesso monastero.

### I Garisendi all'interno del comune
La presenza di questa famiglia all'interno del consolato, l'organo collegiale a cui spettava almeno nella prima fase dell'istituzione comunale il potere esecutivo, viene attestata fin dai primordi del comune: già nel 1123 data in cui per la prima volta viene segnalata la presenza di consoli vi è infatti traccia di membri della famiglia dei Garisendi sia nel novero dei consoli sia nel ruolo di testimoni ad atti giudiziari che riguardavano l'espansione di Bologna verso il contado. Questo periodo coincide con la fine del potere canossiano dopo la morte della contessa Matilde avvenuta nel 1115 che vede venir meno l'autorità imperiale sui territori emiliani e al contempo l'affermarsi di una sorta di "alleanza" fra il vescovo e il comune durata fino all'avvento di Federico I Barbarossa. Nell'ambito della faida che contrappose l'imperatore Barbarossa ai comuni i Garisendi si fecero notare come famiglia antimperiale prendendo parte anche agli episodi che portarono all'uccisione del vicario imperiale Bezo.
Fu probabilmente Pietro Garisendi, il quale come si è visto aveva rapporti ben avviati con l'abate di Santo Stefano, a portare alla ribalta i Garisendi acquistando vari territori che successivamente passarono ai successori di questi Orso figlio di Angelo, fratello di Pietro,  e suo figlio Pietro ricoprirono la carica di consoli nel comune rispettivamente nel 1157 e negli anni '70 del XII secolo. Quest'ultimo oltre a ricoprire la carica di console prende parte, venendo annoverato tra i boni homines, ai giuramenti fra Bologna e Faenza del 1178. 
Nel 1199 Torresino Garisendi viene eletto miles iustitiae. In questo periodo si assiste ad un rinnovamento all'interno dell'istituzione comunale in quanto ai consoli o ai cavalieri di giustizia si affianca un podestà straniero il cui ruolo diventerà sempre più importante nel tempo. Il passaggio dal periodo consolare a quello podestarile fu graduale ma indispensabile per cercar di porre rimedio tra i disguidi interni al comune nella fase precedente che riguardavano soprattutto il comportamento delle milizie sul resto della cittadinanza. I comuni chiamarono dei podestà stranieri stringendo con loro un patto affinché questi potessero amministrare per un periodo di tempo il comune. 
I Garisendi anche in questa nuova fase ricoprono un ruolo importante tanto che numerosi membri della famiglia vengono annoverati in documenti e atti dell'epoca talvolta come testimoni ma spesso anche nelle vesti di funzionari dell'autorità comunale, come nel caso di Giacomo Garisendi che nel 1232 risulta essere il giudice di fiducia del podestà di Bologna Riniero Zeno o Pietro Garisendi che compare negli statuti cittadini del 1257 e del 1259 con la carica di massaro del comune.
Con il passaggio al comune "di popolo" e l'affermazione di scontri cittadini fra le varie parti che infiammarono i comuni nella seconda metà del '200, i Garisendi si inseriscono nelle faide cittadine che vedono coinvolte varie famiglie per il controllo del potere politico del comune e sebbene il Gozzadini inserisca i Garisendi fra gli alleati dei Lambertazzi questi in realtà come mostra lo studio di Giordano furono alleati della parte guelfa rappresentata a Bologna dalla famiglia dei Geremei e quindi aperti rivali della parte Lambertazza-Ghibellina, anche se alcuni esponenti della famiglia Garisendi vengono accostati a quest'ultima fazione e come tali furono protagonisti di un confino, sorte che toccò ai vari alleati dei Lambertazzi. In questo clima di scontri fra fazioni Ugolino Garisendi venne condannato al confino per aver favorito le pretese del marchese Azzo VIII d'Este dal quale ricevette anche l'investitura a cavaliere e scelto come podestà di Recanati, anche se fu reintegrato a Bologna nel 1307. I Garisendi furono alleati e principali sostenitori della salita al potere nel comune di Romeo e Taddeo Pepoli.

### La torre Garisenda
Secondo le antiche cronache bolognesi è a due esponenti di questa famiglia, Filippo e Oddo dei Garisendi, che si deve la costruzione della Torre della Garisenda intorno al 1109 allo scopo di manifestare la loro potenza. I Garisendi risultano proprietari della torre già nel 1270 quando tale costruzione compare come torre Garisendorum in un atto di vendita riguardante alcuni terreni circostanti la torre, tuttavia non si hanno notizie certe riguardo un loro ruolo nella costruzione di tale edificio.

### Altri membri celebri dei Garisendi
- Mino di Tommaso Garisendi, insegnante di diritto civile presso lo studium di Bologna tra il 1482 e il 1529.[1]
- Grazia Garisendi professoressa di lettere greche tra il 1601 e il 1623.[1]

### I Garisendini
Gozzadini nella sua opera Delle torri gentilizie di Bologna, e delle famiglie alle quali prima appartennero segnala la presenza di un ramo cadetto della famiglia Garisendi, i cui membri presero il nome di "Garisendini", l'autore segnala inoltre come questo ramo della famiglia avesse vari possedimenti in via Altabella.

## Riferimenti culturali

### I Garisendi nel Decameron
Nella quarta novella raccontata durante la decima giornata del Decameron il protagonista è un cavaliere bolognese di nome Gentil Carisendi. Gentil, che nel racconto ricopre l'incarico di podestà di Modena, si innamora di madonna Catalina moglie di Nicoluccio Caccianemico, un nobile di Bologna. La donna creduta in fin di vita viene seppellita e Gentil una volta venuto a sapere della morte dell'amata spinto dall'amore e dalla passione decide di riesumare il suo cadavere per consumare un rapporto con la donna. Sul punto di baciarla però si accorge che la fanciulla era in realtà viva, così una volta fatta rinsavire e dopo averla accolta nella dimora materna a Bologna, sceglie per onore di cavaliere rinunciare alla sua passione per Catalina e restituirla al marito conquistandosi l'amicizia della coppia.